# بريندون ديفيدز
بريندون ديفيدز (بالإنجليزية: Brendon Davids)‏ هو دراج جنوب أفريقي، ولد في 4 فبراير 1993 في بيترماريتزبرغ في جنوب أفريقيا.

## وصلات خارجية
- بريندون ديفيدز على موقع الاتحاد الدولي للدراجات (الإنجليزية)
- بريندون ديفيدز على موقع أرشيف الدراجات (الإنجليزية)
- بريندون ديفيدز على موقع إحصائيات الدراجات الإحترافية (الإنجليزية)
- بريندون ديفيدز على موقع نسبة الدراجات (الإنجليزية)
- بريندون ديفيدز على موقع MTB Data (الإنجليزية)